# Kreuzzeitung
Die Kreuzzeitung war eine von 1848 bis 1939 erschienene überregionale Tageszeitung im Königreich Preußen und später im Deutschen Reich. Sie erschien ab 1848 wöchentlich mit zwölf Ausgaben (einer Morgen- und einer Abendausgabe täglich außer montags) und ab 1929 mit wöchentlich sieben Ausgaben (täglich). Die Zeitung besaß Redaktionsbüros in verschiedenen Städten im In- und Ausland. Der Hauptsitz befand sich ursprünglich in der Dessauer Straße 5, ab 1868 in der Königgrätzer Straße 15 und ab 1927 in der Dessauer Straße 6–8 in Berlin.
Mit dem Eisernen Kreuz als Emblem im Titel hieß sie anfangs offiziell Neue Preußische Zeitung, obgleich sie im Allgemeinen und auch im amtlichen Sprachgebrauch schlicht Kreuzzeitung genannt wurde. 1911 erfolgte eine Umbenennung in Neue Preußische Zeitung (Kreuz-Zeitung) und ab 1929 in Neue Preußische Kreuz-Zeitung. Von 1932 bis 1939 war der offizielle Titel nur noch Kreuzzeitung.
Das Blatt war ein richtungsweisendes Organ der konservativen Oberschicht. Zur Leserschaft gehörten der Adel, Offiziere, hohe Beamte, Industrielle und Diplomaten – jedoch niemals mehr als 10.000 Abonnenten. Weil die Leser zur Elite zählten, wurde die Kreuzzeitung oft zitiert und war zeitweise sehr einflussreich. Als Untertitel nutzte die Zeitung von der ersten bis zur letzten Ausgabe den deutschen Wahlspruch der Befreiungskriege: „Vorwärts mit Gott für König und Vaterland“.

## Entstehung
Im Königreich Preußen erschien seit 1819 die Allgemeine Preußische Staatszeitung als amtliches Verkündungsblatt, woraus sich später der Deutsche Reichsanzeiger und heutige Bundesanzeiger entwickelte. Eine andere Zeitung, die insbesondere die Interessen der preußischen Oberschicht vertrat, existierte nicht. Als Reaktion auf die Märzereignisse hob der damalige Bundestag am 2. April 1848 die Karlsbader Beschlüsse auf. Besonders das Bürgertum, aber auch linksradikale Kräfte nutzten die neu errungene Pressefreiheit und gründeten zahlreiche Zeitungen. Genannt seien hier beispielsweise die National-Zeitung mit bürgerlich-liberalen Aspekten oder die Neue Rheinische Zeitung mit radikal-kommunistischen Inhalten.

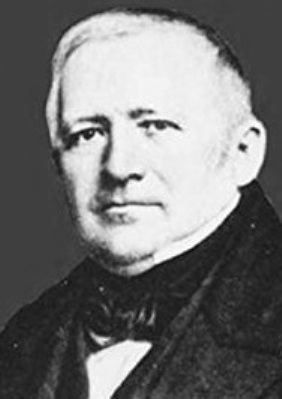
Ernst Ludwig von Gerlach gilt als eigentlicher Gründungsvater der Kreuzzeitung.

Monarchistisch-konservative Kreise forcierten die Gründung einer eigenen Zeitung als Gegenpol; dies wurde die Kreuzzeitung. Ursprünglich sollte sie „Das Eiserne Kreuz“ heißen, was einige der Gründungsväter aber zu militaristisch fanden. Man einigte sich auf den unverbindlicheren Namen „Neue Preußische Zeitung“ mit einer Abbildung des Eisernen Kreuzes im Schriftzug. Die Zeitung wurde aber bei den Autoren, Schöpfern und Lesern gleich ab der ersten Ausgabe Kreuzzeitung genannt. Hauptinitiatoren waren:
- Ernst Ludwig von Gerlach,
- Leopold von Gerlach,
- Hans Hugo von Kleist-Retzow,
- Ernst Karl Wilhelm Adolf Freiherr Senfft von Pilsach,
- Friedrich Julius Stahl,
- Hermann Wagener,
- Moritz August von Bethmann-Hollweg,
- Otto von Bismarck und
- Carl von Voß-Buch.

Fast alle von ihnen zählten zur Kamarilla um Friedrich Wilhelm IV. Anfangs dominierten in diesem Kreis altkonservative Positionen, die allerdings nicht immer auf die Gegenliebe des Throns stießen und sich im Nachgang der Märzrevolution allmählich verlieren.
Die Einführung der Zeitung und die Gründung des Verlags wurden generalstabsmäßig vorbereitet. Kennzeichnend sollte die gute Vernetzung in die höchsten Staatsinstitutionen sein. Hierzu trafen sich die Gründungsväter im Gasthof Zum schwarzen Bären in Potsdam. Als Druckort und Sitz der Neuen Preußischen Zeitung AG war Berlin ausersehen. Das errechnete Startkapital in Höhe von 20.000 Talern konnte durch den Verkauf von Aktien à 100 Taler erzielt werden. Insgesamt zeichneten 80 Personen, darunter Bismarck, der dann lange Zeit persönlich Artikel für die Kreuzzeitung schrieb. Als größter Anteilseigner, mit Aktien im Wert von 2.000 Talern, gilt Carl von Voß-Buch. Der Abonnentenpreis wurde auf 1,5 Taler pro Quartal festgelegt, außerhalb Berlins lagen die Bezugskosten aufgrund des Postzuschlags bei 2 Talern. Gedruckt werden sollte das Blatt zunächst bei der Firma Brandis in der Berliner Dessauerstraße 5. Ab Mitte Juni 1848 erfolgte der Versand von drei Probezeitungen. Damit konnte auf Anhieb eine große Anzahl von Abonnements an Adlige, Landräte und höhere Beamte verkauft werden. Die Chefredaktion übernahm Hermann Wagener, sodass am 30. Juni 1848 die reguläre „Nummer 1“ der Neuen Preußischen Zeitung erscheinen konnte.
Entsprechend ihrem neuen Organ wurde die preußisch-konservative Partei auch Kreuzzeitungspartei oder „Kreuzpartei“ genannt. Genauso gehen die umgangssprachlichen Bezeichnungen „Schwarzer“ und „schwarze Gesinnung“ für Angehörige und Wähler christlich-konservativer Parteien und deren politischer Einstellung auf die Kreuzzeitung zurück, denn das Blatt wurde bis zu seinem Ende in Tiefschwarz (RAL 9005) gedruckt.

## Entwicklung bis zur Reichsgründung

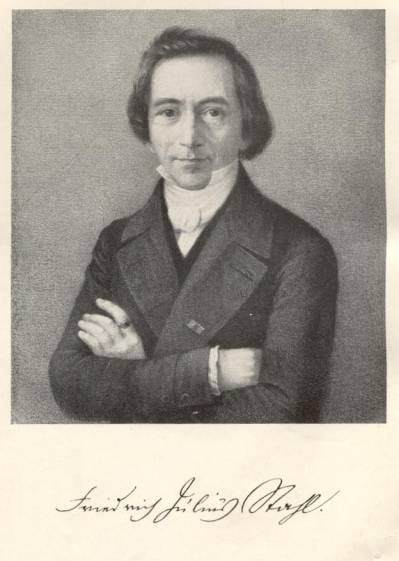
Friedrich Julius Stahl (hier um 1840) hatte direkten Zugang zum König und schrieb regelmäßig für die Kreuzzeitung.

Die Kreuzzeitung war von Anfang an umstritten, selbst unter den verschiedenen Gruppierungen der Konservativen. Besonders zu Beginn der Reaktionsära lehnte ein Teil des Hochadels „derartige demokratische Kampfmittel zur Meinungsbildung kategorisch ab“. Sehr schnell konnte Wagener jedoch das Vertrauen der Initiatoren gewinnen. Mit Unterstützung durch Friedrich Julius Stahl baute er innerhalb kürzester Zeit ein dichtes Netz von Autoren und Informanten auf. Die Mehrzahl schrieb ihre Artikel unter einem Pseudonym als freie Mitarbeiter. Nur in Wien, Dresden, München und anderen Hauptstädten der einzelnen Deutschen Länder waren die Korrespondenten festangestellt. Berichte aus Paris lieferte der Zeitung lange Zeit Bismarck persönlich. Nachrichten aus allen anderen Ländern holten sich die Berichterstatter von den Diplomaten in Berlin.
Die Redaktion besaß eine relativ große Unabhängigkeit, wobei seitens der Zeitung niemals die Loyalität zur Monarchie in Frage gestellt wurde. Bis Ende 1849 trug sich das Blatt noch nicht selber. Friedrich Wilhelm IV. soll zu dieser Zeit die Kreuzzeitung persönlich finanziell unterstützt haben. Dennoch war die Redaktion schon bald in der Lage, den größten Teil der Aktien von den Geldgebern zurückzukaufen. Den Vorsitz der Aktiengesellschaft übernahm künftig der jeweilige Chefredakteur. Die Aktionäre waren lediglich in einem fünfköpfigen Komitee vertreten, welches das Recht hatte, die Buchführung zu prüfen, aber inhaltlich und personell keinen Einfluss auf die Zeitung nehmen konnte.
Dass diese Selbstständigkeit klare Grenzen hatte, bekam bereits der erste Chefredakteur deutlich zu spüren. Nachdem die Zeitung permanent wie unverhüllt die Person und Diktatur Napoleons III. kritisierte, forderte Bismarck das Blatt zur Zurückhaltung auf. Die Redaktion ignorierte die Hinweise. Konsequenz: Im April 1852 erfolgte ein Verbot der Kreuzzeitung in Frankreich, und auch in Berlin wurden mehrere Ausgaben beschlagnahmt. Die nächsten Spannungen folgten, als sich die Redaktion offen gegen die Aufhebung der Grundrechte des deutschen Volkes und somit gegen die Kleindeutsche Lösung aussprach. Hier trafen die unterschiedlichsten Machtinteressen und Einflusssphären aufeinander.
Wiederholt stieß die Position der Zeitung auf Widerstand des damaligen preußischen Ministerpräsidenten Otto Theodor von Manteuffel, eines erklärten Gegners der Kreuzzeitung. Ein weiterer erbitterter Rivale des Blatts war der Leiter der Abteilung für Polizei im Ministerium des Innern, Karl Ludwig Friedrich von Hinckeldey. Dieser schrak nicht davor zurück, den Chefredakteur der Neuen Preußischen Zeitung für mehrere Tage in Untersuchungshaft zu sperren, als dieser sich weigerte, die Namen aller Schreiber nebst anonymer Autoren an die Polizeidirektion weiterzugeben. Für sein eigenmächtiges Handeln erhielt Hinckeldey einen persönlichen Verweis vom König. Obwohl Wagener dadurch Rückendeckung bekam, legte er sein Amt bei der Kreuzzeitung entnervt nieder. Neuer Chefredakteur wurde 1854 Tuiscon Beutner. Friedrich Wilhelm IV. gab ihm mit auf den Weg, „daß die Zeitung unbeirrt fortzuerscheinen und in ihrer Politik nichts zu ändern habe, nur vorsichtig gegenüber Frankreich sein solle“.
Auch unter Beutners Leitung war das Blatt vor Beschlagnahmungen nicht gefeit. Wiederholt wurden bereits gedruckte Ausgaben komplett konfisziert. Gründe dafür waren die unterschiedlichen Ansichten der Konservativen Partei, die letztlich ab 1857 zu mehreren Spaltungen führten. Gleichfalls entwickelte sich das Verhältnis zwischen der Kreuzzeitung und Bismarck negativ. Einerseits ließ er über seinen Pressemitarbeiter Moritz Busch bis 1871 regelmäßig Beiträge für die Kreuzzeitung schreiben, andererseits entfaltete sich die Norddeutsche Allgemeine Zeitung beständig zu „Bismarcks Hauspostille“.
Obwohl die Kreuzzeitung überwiegend die Ansichten der Erzkonservativen, ergo der Vertreter des Königs und später des Kaisers, vertrat, schilderte sie stets auch die Interessen der liberal-konservativen, christlich-konservativen und sozial-konservativen Kräfte. Dabei gab das Blatt einen Sachverhalt oder eine Handlung vornehmlich als Bericht oder Nachricht wieder. Aber allein dass sie unterschiedliche Positionen unkommentiert veröffentlichte, brachte ihr regelmäßig Kritik ein. Zu Dauerstreitthemen entwickelten sich die Deutsche Frage und die Beziehungen der deutschen Länder zu den europäischen Großmächten.

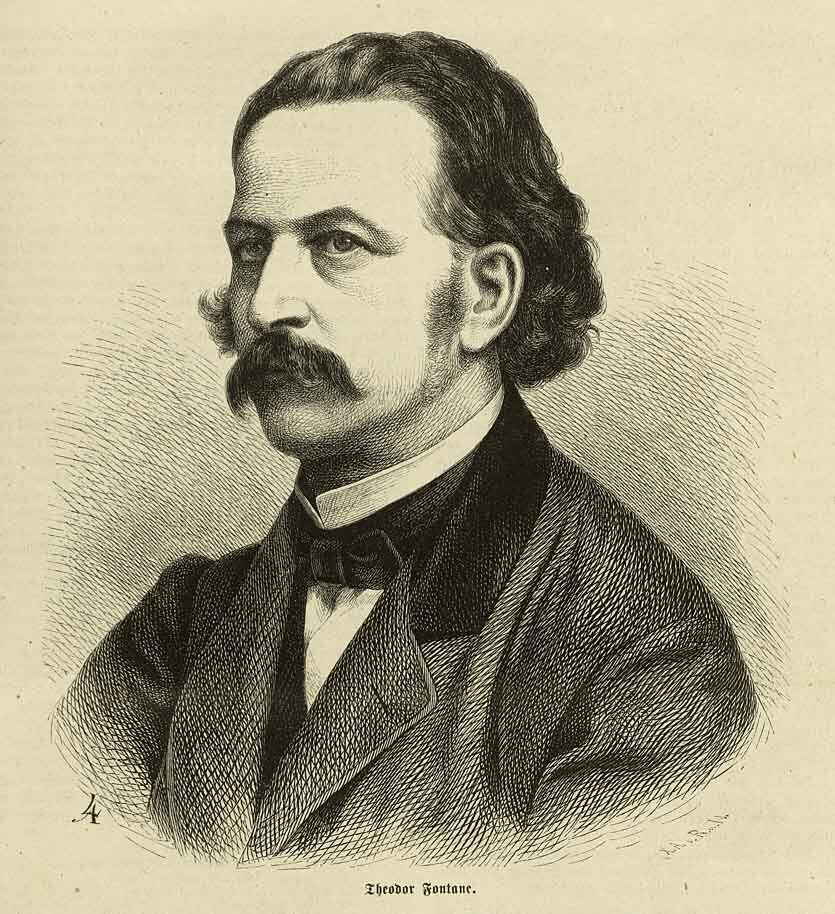
Theodor Fontane (hier um 1860) arbeitete 19 Jahre für die Kreuzzeitung

Die meisten Informationen erhielt die Kreuzzeitung von jüngeren Diplomaten. Als erste Auslandskorrespondenten konnten George Hesekiel für Paris und ab 1851 Theodor Fontane für London gewonnen werden. Später verfügte die Kreuzzeitung über festangestellte Mitarbeiter in allen europäischen Hauptstädten. Bis dahin übernahm man zuweilen Berichte ausländischer Zeitungen und gab diese als eigene Werke aus. Was heute gegen das Urheberrecht verstößt, war damals eine weitverbreitete Gewohnheit, nicht nur bei deutschen Zeitungsschreibern. Selbst die Times übersetzte komplette Artikel der Kreuzzeitung und gab als Quelle bedenkenlos „own Berlin-Correspondent“ an.
Fontane arbeitete in London nicht nur für die Neue Preußische Zeitung. Er unterstand zeitweise direkt dem deutschen Botschafter Albrecht von Bernstorff und lancierte Presseberichte zugunsten der preußischen Außenpolitik in englische und deutsche Zeitungen. Parallel reiste er nach Kopenhagen, von wo aus er regelmäßig Artikel über den Deutsch-Dänischen Krieg für die Kreuzzeitung schrieb. In seinen Lebensberichten hielt Fontane fest, dass er bei der Kreuzzeitung „keinerlei Byzantinismus und Muckertum vorgefunden hat“ und in der Redaktion die Devise von Friedrich Julius Stahl galt:

„Meine Herren vergessen wir’s nicht, auch das konservativste Blatt ist immer noch mehr Blatt als konservativ.“

Damit war gemeint, dass zum Verkaufserfolg einer Zeitung stets die Darstellung verschiedener Meinungen gehört, die grundsätzlich ohne Wertung des Autors wiedergegeben werden sollte. 1870 wechselte Fontane als Theaterkritiker zur Vossischen Zeitung.
Gedruckt wurde die Zeitung von 1852 bis 1908 bei der Heinicke’schen Buchdruckerei in Berlin. Der Verleger Ferdinand Heinicke übernahm zugleich als sogenannter Sitzredakteur die inhaltliche Verantwortung für das Blatt. Damit schützte die Kreuzzeitung ihre Redakteure vor rechtlichen Auseinandersetzungen und Prozessen.

## Tendenzen während der Kaiserzeit

### Überblick

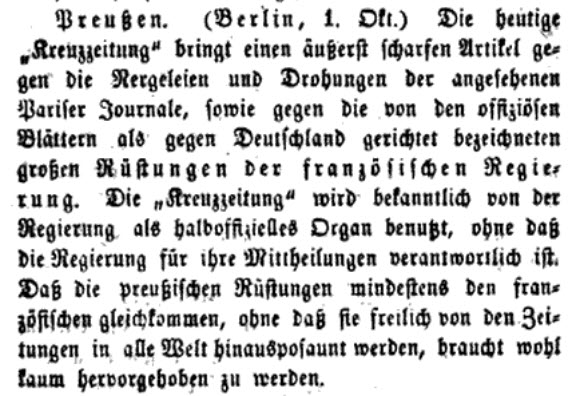
Auszug Amberger Tagblatt vom 3. Oktober 1867 über die Kreuzzeitung

1861 betrug die Auflage 7.100 und erhöhte sich bis 1874 auf rund 9.500. Trotz der relativ geringen Auflage stand sie an der Nahtstelle zwischen Politik und Publizistik und auf dem Höhepunkt ihrer Macht. Fast alle Zeitungen im In- und Ausland verwendeten regelmäßig Einleitungssätze wie „Laut Angaben der Kreuzzeitung …“, „Gutinformierte Kreise der Kreuzzeitung haben erfahren …“, „Wie die Kreuzzeitung berichtet …“ etc. Nach der Reichsgründung veränderte sich die Reputation des Blatts nachhaltig. Ursachen dafür waren die sogenannten „Ära-Artikel“, die „Hammerstein-Affäre“, aber vor allem die Auflösung der preußischen Konservativen Partei. Diese spaltete sich unter anderem in die:
- Freikonservative Partei
- Deutsche Fortschrittspartei
- Nationalliberale Partei
- Deutsche Zentrumspartei
- Christlich-soziale Partei
- Deutschkonservative Partei

Ab 1868 setzte Bismarck den berüchtigten Reptilienfonds zur Beeinflussung der Presse und Durchsetzung seiner Politik ein. Nachweislich erhielt die Neue Preußische Zeitung aus den „schwarzen Kassen“ keine Mittel. Die Redakteure wagten es sogar, in zwei Artikeln diese Propagandamethoden zu hinterfragen. Als Aktiengesellschaft wirtschaftlich sich selbst tragend, war die Kreuzzeitung prinzipiell unabhängig von Krone und Regierung. Genauso ist sie niemals eine Parteizeitung oder das „Sprachrohr“ einer bestimmten Partei gewesen. Bis zur letzten Ausgabe 1939 hatte das Blatt keine Parteibindung. Vielmehr stellte die Kreuzzeitung das Bindeglied zwischen allen konservativen Kräften dar.

### DieÄra-Artikel
Im Herbst 1872 übernahm Philipp von Nathusius-Ludom die Chefredaktion. Er besaß keine journalistischen Qualifikationen, bemühte sich aber vehement, das Blatt für die Leser – im heutigen Sprachgebrauch – populistisch zu gestalten und Kontroversen zu entfesseln. Seine Bestrebungen endeten unheilvoll.

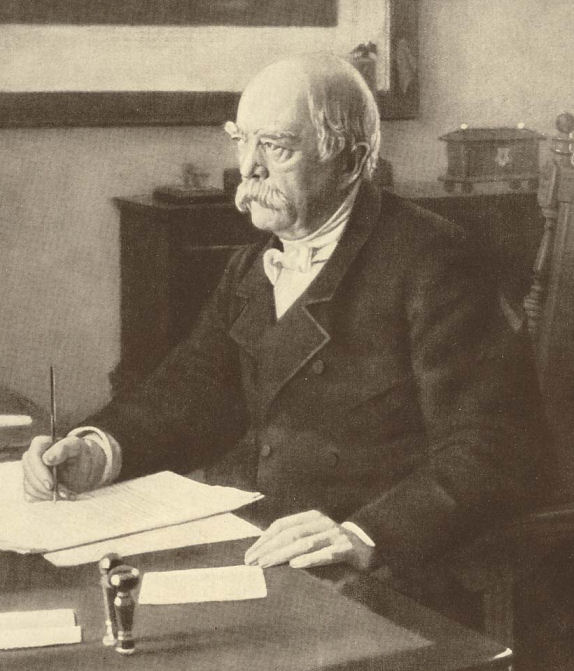
Otto von Bismarck (hier 1886) wurde vom Freund zum Feind der Kreuzzeitung.

Im Juni und Juli 1875 veröffentlichte der Journalist Franz Perrot unter Pseudonym in der Kreuzzeitung die fünfteilige Artikelserie: „Die Ära Bleichröder-Delbrück-Camphausen und die neudeutsche Wirtschaftspolitik“. Darin griff er Bismarck indirekt in der Person seines Bankiers Gerson von Bleichröder an. In den von Nathusius-Ludom stark redigierten Artikeln wurde Bismarcks Wirtschaftspolitik als Ursache des Gründerkrachs bezeichnet, den Bankern eigennützige Spekulationen vorgeworfen und Bismarck nur wenig kaschiert Korruption unterstellt.
Die Artikel lösten einen Skandal aus. Perrot deckte auf, dass sich Bankiers, Standesherren und Abgeordnete nicht nur mit Hilfe diplomatischer Kanäle an der Börse Vorteile verschaffen konnten. Es kam ans Licht, dass mehrere Staatsbedienstete sich an wilden Spekulationen beteiligten und sich ihres amtlichen oder politischen Einflusses bei der persönlichen Beteiligung und Gründung von Aktiengesellschaften bedienten. Bismarck musste vor Gericht und vor dem Reichstag Stellung zu den Vorwürfen nehmen. Für ihn war der Konflikt mit der Kreuzzeitung „jetzt flagrant und das Tafeltuch zerschnitten“. Öffentlich rief Bismarck zum Boykott der Kreuzzeitung auf. Die konterte, indem sie über 100 Namen von Deklaranten, Adligen, Abgeordneten und Pfarrern veröffentlichte, die in Zuschriften an die Zeitung ihre Zustimmung zur Herausgabe der Recherchen bekundeten.
Dem Kanzler konnte zwar nichts nachgewiesen werden; aber tatsächlich hatte er gehofft, dass seine Wirtschaftspolitik zur Spaltung der Liberalen führt. Zudem trug seine Politik sehr wohl zu folgenschweren Schwankungen an der Börse bei. Beispielsweise kaufte er selbst oder über Mittelsmänner Privatbahnen auf, um eine Art Staatsbahnwesen zu etablieren, und setzte damit die Kapitalgesellschaft der Eisenbahnen nebst deren Stahlzulieferer erheblich unter Druck. Auch Perrots Korruptionsvorwürfe erwiesen sich später als richtig. So ging aus aufgefundenen Unterlagen hervor, dass sich Bismarck mit eigenen Mitteln unter anderem an der Gründung der Boden-Credit-Bank beteiligt, deren Stiftungsurkunde und Satzung persönlich unterschrieben und ihr damit eine privilegierte Stellung unter den deutschen Hypothekenbanken verschafft hatte. Der „Eiserne Kanzler“ hat der Kreuzzeitung die Ära-Artikel nie verziehen. Noch in seinem Alterswerk Gedanken und Erinnerungen sprach er von „Giftmischerei“ und der „vulgären Kreuzzeitung“.
Wer Perrots Quelle war, konnte nie in Erfahrung gebracht werden. Spekuliert wurde darüber, ob Wilhelm I. seinem Reichskanzler persönlich einen Denkzettel verpassen wollte. Nach außen äußerte sich der Kaiser zu den Korruptionsvorwürfen nicht; jedoch missfiel ihm die antijüdische Polemik, die in den fünf Artikeln vorhanden war. Das Ziel der Artikel war primär nicht eine Diffamierung der Juden. Als ausgesprochenes Ziel galt, „Bismarck krank zu ärgern“. Die stellvertretenden Angriffe auf die jüdischen Bankiers gingen Wilhelm I. aber zu weit, der die Integration der Juden befürwortete, 1871 ein gesamtdeutsches Staatsgesetz zur Gleichberechtigung der Juden unterzeichnet und namentlich Gerson Bleichröder 1872 als ersten Juden in den erblichen Adelsstand erhoben hatte. Konsequenz: Franz Perrot und Philipp von Nathusius-Ludom mussten die Kreuzzeitung verlassen.

### DieHammerstein-Affäre
Neuer Chefredakteur wurde 1876 Benno von Niebelschütz. Mit ihm verlor, nach Aussagen des Kaisers, die Zeitung „nicht nur jeden journalistischen Biss, sondern teilweise sogar ihre Lesbarkeit“. Ihm folgte 1884 Wilhelm Joachim Baron von Hammerstein. Unter seiner Leitung behandelte das Blatt die sogenannte Judenfrage als ein eigenständiges Thema. Aus heutiger Sicht geriet die Kreuzzeitung dadurch zeitweise in die Nähe antisemitischer Publikationen. Wobei es den Begriff „antisemitisch“ vor 1879 in Deutschland noch nicht gab und die Kontroverse von verschiedenen Befürwortern und Gegnern aus allen möglichen Richtungen befeuert wurde. Selbst unter den jüdischen Verbänden traten einander widerstrebende Richtungen auf, die einerseits für Zuwendung zur modernen Gesellschaft und starke Assimilation eintraten, andererseits die Traditionen des Glaubens zu konservieren suchten. Spätestens mit Theodor Herzl, der öffentlichkeitswirksam die Errichtung eines Judenstaates anstrebte, nahm die Debatte außenpolitische Dimensionen an. In den letzten beiden Jahrzehnten des 19. Jahrhunderts war das Thema so stark präsent, dass keine Zeitung daran vorbeikam.
Hammerstein arbeitete eng mit dem Hofprediger Adolf Stoecker zusammen, mit dem er eine persönliche Freundschaft pflegte. Stoecker forderte, auch in Artikeln der Kreuzzeitung, die Einschränkung der 1871 erfolgten verfassungsrechtlichen Gleichstellung der Juden und eine bedingungslose Assimilation in Form der Taufe. Außerdem warf er mehreren Personen vor, die jüdische Emanzipation zu missbrauchen, um sich wirtschaftliche und politische Machtpositionen zu sichern. Hammerstein und Stoecker ignorierten die Warnhinweise des Kronprinzen und kurze Zeit späteren Kaisers Friedrich III. völlig, der mehrfach die Judenfeindlichkeit als „Schmach des Jahrhunderts“ bezeichnete. Das Kaiserhaus war entschlossen, dem Wirken von Stoecker ein Ende zu setzen. Im Frühjahr 1889 teilte ihm der Kronrat offiziell mit, dass er seine Agitationen einzustellen habe. Weil Stoecker immer weiter hetzte, wurde er ein Jahr später von Wilhelm II., der nach dem frühen Tod seines Vaters Kaiser wurde, zum Rücktritt gezwungen.

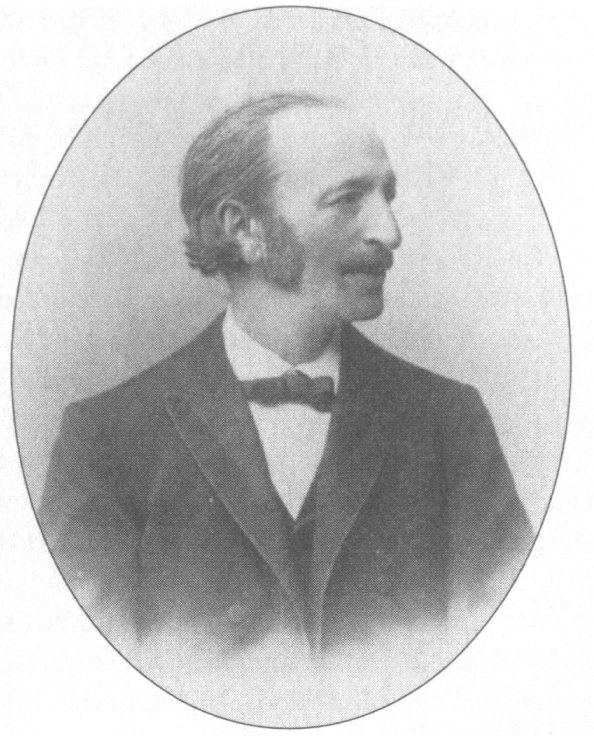
Einer der bekanntesten jüdischen Journalisten dieser Zeit war Julius Rodenberg (hier um 1875), der von 1859 bis 1896 für die Kreuzzeitung schrieb

Tatsächlich waren die Juden ein integraler Bestandteil des deutschen Kaiserreiches. Auch bei der Kreuzzeitung arbeiteten seit ihrer Gründung jüdische Autoren. Um 1880 beschäftigte sie 46 jüdische festangestellte Korrespondenten und mehrere jüdische Freiberufler. In den konservativen Parteien waren jüdische Abgeordnete mit einer großen jüdischen Wählerschaft vertreten. Die Zurechtweisung durch den Kaiser zeigte ihre Wirkung. So beteiligte sich die Kreuzzeitung beispielsweise 1890 nicht an dem in den Medien kontrovers diskutierten Vering–Salomon-Duell, sondern behandelte die Auseinandersetzungen sachlich. Das Blatt verfolgte ein selbst entwickeltes „Zähmungskonzept“, das es im Sommer 1892 mit den Worten skizzierte: „Die Kreuzzeitung ist dazu da, den Antisemitismus in Grenzen zu halten.“
Den größten Schaden hinsichtlich Seriosität und Glaubwürdigkeit bescherte Chefredakteur Hammerstein der Kreuzzeitung jedoch höchstpersönlich. Hammerstein, der sich gern als „Saubermann“ darstellte, stets vollmundig für Recht und Ordnung warb, nebeneheliche Frauenbeziehungen pflegte und auf sehr großem Fuße lebte, wurde am 4. Juli 1895 vom Komitee der Kreuzzeitung wegen Unredlichkeit entlassen. Hintergrund: In seiner Funktion als Chefredakteur trat er an einen Papierlieferanten namens Flinsch heran und schlug ihm ein Geschäft vor. Er verlangte 200.000 Mark (entspräche heute rund 1,3 Mio. Euro) und verpflichtete sich im Gegenzug, für die nächsten zehn Jahre sämtliches Papier für die Kreuzzeitung von Flinsch zu kaufen. Das Geschäft kam zustande. Hammerstein ließ sich extrem überhöhte Rechnungen ausstellen und steckte die Differenz in die eigene Tasche. Dafür fälschte er die Unterschriften der Aufsichtsratsmitglieder Georg Graf von Kanitz und Hans Graf Finck von Finckenstein sowie das Siegel und die Unterschrift eines Amtsvorstehers. Die Sache flog auf. Als noch ans Licht kam, dass Hammerstein einen von der Kreuzzeitung eingerichteten Pensionsfonds aufgebraucht hatte, legte er im Sommer 1895 seine Mandate in Reichs- und Landtag nieder und floh mit den 200.000 Mark über Tirol und Neapel nach Griechenland.
Der Skandal schlug sehr hohe Wellen und wurde mehrfach im Reichstag debattiert. Die Konkurrenz der Kreuzzeitung – und die war groß – brachte die Story auf den Titelseiten und berichtete fast täglich über den Stand der Ermittlungen. Bei der Suche nach dem kriminellen Chefredakteur entsandte schließlich das Reichsjustizamt einen Kriminalkommissar Wolff nach Südeuropa. Der durchstreifte mehrere Länder und fand Baron von Hammerstein alias
Dr. Heckert am 27. Dezember 1895 in Athen. Wolff veranlasste über die Deutsche Botschaft dessen Ausweisung und ließ ihn bei der Ankunft in Brindisi verhaften. Im April 1896 wurde Hammerstein zu drei Jahren Zuchthaus verurteilt.
Im Zuge dieser Ereignisse verlor die Neue Preußische Zeitung rund 2.000 Leser. Die Auflage fiel beständig. Daran konnte selbst Wilhelm II. nichts ändern, der das Blatt nicht fallen lassen wollte und öffentlich verkünden ließ: „Der Kaiser lese die Kreuzzeitung nach wie vor, sie sei sogar die einzige politische Zeitung, die er lese.“

### Neutralität im Ersten Weltkrieg
Stoppen konnte den Rückgang erst Georg Foertsch, der 1913 die Chefredaktion übernahm und die Auflage bis 1932 konstant bei 7.200 Exemplaren hielt. Der Major a. D. war zuvor bei der Kaiserlichen Marine als Presseattaché tätig. Er wahrte Neutralität und konzentrierte sich auf die Kernkompetenz der Kreuzzeitung, die Auslandsberichterstattung. Foertsch förderte junge Journalisten, stellte aber nur Profis ein. Diese verfügten über beste Verbindungen zu Diplomaten, Politikern, Industriellen im In- und Ausland, sodass die Kreuzzeitung zahlreiche Berichte exklusiv und/oder als Erste bringen konnte. Innenpolitisch pflegte er persönliche Kontakte zum Reichsschatzamt, woher Foertsch regelmäßig umfassende Informationen über den finanziellen und wirtschaftlichen Ist-Zustand sowie die Pläne des Deutschen Reiches erhielt.

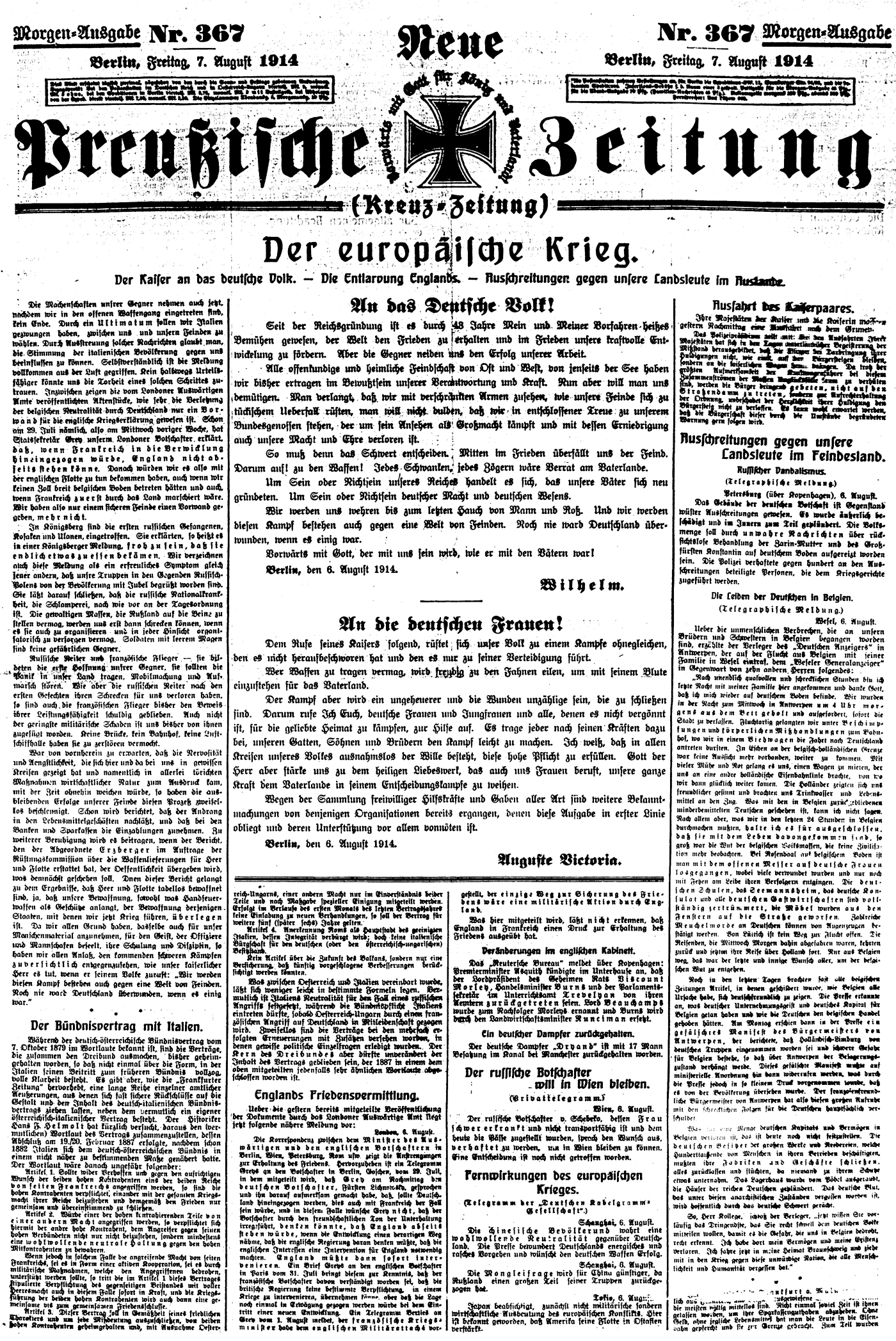
Rede des Kaisers „An das Deutsche Volk“ auf der Titelseite der Morgenausgabe vom 7. August 1914

Der neue Chefredakteur ordnete die Finanzen neu und fasste die in den letzten Jahrzehnten erworbenen Gebäude nebst Redaktionsbüros, welche die Zeitung im In- und Ausland besaß, in einer 100-prozentigen Tochtergesellschaft, der Kreuzzeitung Immobilien AG, zusammen. Außerdem erhöhte er den Abonnentenpreis auf 9 Mark (heute rund 55 Euro) pro Quartal. Die Leserschaft hatte offensichtlich damit kein Problem. Insbesondere adlige Gutsbesitzer, Politiker und hohe Beamte bezogen das Blatt für zuzüglich wöchentlich 1,25 Mark (heute rund 8 Euro) bei täglich zweimaliger Zustellung durch die Reichspost. In den deutschen Schutzgebieten sowie Österreich-Ungarn und Luxemburg betrugen die Zustellungsgebühren durch die Post ebenfalls wöchentlich 1,25 Mark. Die Einzelnummer kostete 10 Pfennig.
Einer seiner besten Auslandsexperten war Theodor Schiemann. Durch seine Bücher und politischen Artikel in der Kreuzzeitung erregte er die Aufmerksamkeit Wilhelms II. Daraus entwickelte sich ein freundschaftliches Verhältnis, durch das Schiemann als Berater vor allem in osteuropäischen Fragen politischen Einfluss ausüben konnte. Am Vorabend des Ersten Weltkriegs sah Schiemann einen Zweifrontenkrieg voraus und veröffentlichte am 27. Mai 1914 in der Kreuzzeitung: „Das Deutsche Reich hat mit der Tatsache zu rechnen, dass es England auf der Seite seiner zukünftigen Gegner finden wird, und einen solchen Konflikt nicht fahrlässig herbeiführen solle.“ Der Artikel zeigte keine Wirkung: Am 7. August 1914 veröffentlichte die Kreuzzeitung Kaiser Wilhelms bekannte Rede „An das Deutsche Volk!“, dass „nun das Schwert entscheiden müsse“.
Während des Ersten Weltkriegs gingen nicht nur alle Parteien den sogenannten Burgfrieden ein, sondern grundsätzlich auch alle deutschen Zeitungen. Dies ging so weit, dass mehrere konservative Parteien ihre Tätigkeit faktisch einstellten. Die Kreuzzeitung lieferte in dieser Zeit sehr gut recherchierte Leitartikel, die noch heute für Historiker eine der wichtigsten Quellen über militärische sowie tagespolitische Geschehnisse des Ersten Weltkriegs darstellen.
Am 9. November 1918 titelte die Kreuzzeitung mit der Überschrift „Der Kaiser dankt ab!“:

„Uns fehlen die Worte, um das auszudrücken, was uns in dieser Stunde bewegt. Unter der Wucht der Ereignisse hat die dreißigjährige Regierungszeit unseres Kaisers geendet, der stets das Beste für sein Volk gewollt hat. Das Herz jedes Monarchisten krampft sich zusammen bei diesem Ereignis.“

Tiefe Trauer, Apathie, Eskapismus und Hoffnungslosigkeit sowie Ängste vor dem Kommenden bis hin zu Panikreaktionen kennzeichneten die vorherrschende Stimmung der alten Eliten nach dem Zusammenbruch des Kaiserreiches. Für die altroyale Kreuzzeitung brach unwiderruflich eine Welt zusammen.

## Situation in der Weimarer Republik

### Ausrichtung
In der Literatur werden die Haltung der Redakteure und damit die politische Grundrichtung der Kreuzzeitung insbesondere während der Weimarer Zeit verschieden interpretiert. Je nach ideologischer Auffassung des Verfassers reicht das Spektrum von „stockprotestantisch“, „feudal“, „deutschnational“, „ultrakonservativ“, „agrarisch“, „ostelbisch“, „junkerisch-konservativ“ bis hin zu „antimodern“. Die neuere Forschung verwendet als Oberbegriff „monarchistisch-konservativ“ und betrachtet andere Beschreibungen zumindest als einseitig, einige davon als falsch. So titelte die Kreuzzeitung bereits am 12. November 1918: „Deutschland steht vor einer Umwälzung, wie sie die Geschichte noch nicht gesehen hat“ und bezeichnete die Demokratie getreu der Verfassungslehre von Aristoteles als „entartete“ Staatsform, „schlechter sei nur eine Tyrannei“. Damit blieb das Ziel des Blattes das alte: die Verteidigung der Monarchie. Das heißt, die Haltung der Kreuzzeitung richtete sich gegen die Weimarer Republik, aber auch gegen eine Diktatur.
Politisch fühlten sich die meisten Mitarbeiter der Kreuzzeitung nach der Novemberrevolution nirgendwo zuhause. Wenige Redakteure kehrten dem Blatt den Rücken, fast alle waren Monarchisten. Sie erhielten mit die höchsten Löhne in der Branche, vor allem pünktlich. Die Kreuzzeitung war nicht parteigebunden, sodass die Korrespondenten einen relativ großen Spielraum besaßen. Nach wie vor bestand der größte Teil der Zeitung aus unkommentierten Auslandsnachrichten, die gewissenhaft recherchiert werden mussten. Reisespesen wurden genauso erstattet wie Abdeckrechnungen. Durch die Kreuzzeitung erhielten die Mitarbeiter Zugang zu den höchsten Kreisen im In- und Ausland. Aufgrund ihrer Beziehung zu Politik und Wirtschaft galt die Kreuzzeitung unter Journalisten unverändert als Kaderschmiede. Die Weltbühne, für die der Gegner alles das war, was man als die alte deutsche Führungsschicht bezeichnete, bescheinigte der „altroyalistischen Kreuzzeitung brauchbare außenpolitische Informationen“ und beschäftigte gern Journalisten wie Lothar Persius, die ihr Handwerk bei der Neuen Preußischen Zeitung erlernt hatten. Und selbst der Vorwärts hatte offenbar keinerlei Bedenken, Personen wie Hans Leuss einzustellen, der wegen seiner antijüdischen Hetze die Kreuzzeitung verlassen musste.
Jüdische Redakteure arbeiteten weiterhin bei der Kreuzzeitung. Das Blatt hob sich bewusst vom „Radauantisemitismus“ der Hugenberg-Presse ab. Zwar kann die Zeitung prinzipiell nicht als judenfreundlich bezeichnet werden, aber auch nicht als antisemitisch. Die Persönlichkeiten der jeweiligen Redakteure prägten die politische Tendenz des Blattes. Einige Autoren verwendeten fast selbstverständlich damalige umgangssprachliche Ausdrücke wie „Judaslohn“, „Judaskuss“ oder „Judaspolitik“. Jedoch wurden auch nichtjüdische Politiker als „Judas“ diffamiert, der als Sinnbild eines Verräters galt. Der Neupositionierung einiger konservativer Parteien standen die Redakteure fassungslos gegenüber. So hatte sich beispielsweise das Zentrum von einer katholisch-konservativen Partei in eine christlich-demokratische Volkspartei verwandelt und war bis zum Ende der Weimarer Republik mit allen politischen Gruppierungen koalitionsfähig. Primär verunglimpfte die Kreuzzeitung von nun an nicht Kommunisten oder Sozialisten, sondern die Politiker des Zentrums. Deren Konfession spielte dabei grundsätzlich keine Rolle. Das Blatt bezeichnete den katholischen Zentrumspolitiker Matthias Erzberger genauso als „Landesverderber“ und „Erfüllungspolitiker“, wie die katholischen Zentrumsabgeordneten Heinrich Brauns oder Joseph Wirth, die sich alle noch ein Jahr zuvor ausdrücklich mit der Burgfriedenspolitik des Reichskanzlers Theobald von Bethmann Hollweg identifiziert hatten.
Schon am 17. November 1919 griff Georg Foertsch in einem Artikel „massiv republikanische Reichsminister an“. In der Abhandlung veröffentlichte er, dass die Kräfte, die sich gegen „diese korrumpierte Revolutionsregierung richten, täglich an Boden gewinnen“, und schloss mit der Kampfansage: „Wir oder die anderen. Das ist die Losung!“ Die neue Reichsregierung stellte daraufhin einen Strafantrag. Foertsch erhielt eine Geldstrafe in Höhe von 300 Mark wegen Beleidigung. Strafmildernd berücksichtigte das Gericht, „dass die Kreuzzeitung prinzipiell einen der Reichsregierung gegnerischen Standpunkt vertrete und der Verfasser sich in eine gereizte Stimmung gegen die Reichsregierung hineingedacht und hineingeschrieben habe“.
Beim Kapp-Putsch besetzte aufständische Sicherheitspolizei (Sipo) am 13. März 1920 auch ihre Verlags- und Redaktionsräume und verhinderte das Erscheinen der Zeitung, obwohl sie sich wohl auf die Seite der Putschisten gestellt hätte. Die Redaktion beschwerte sich telefonisch bei Kapps „Pressechef“ Paul Bredereck, aber dieser war nicht in der Lage, in der Reichskanzlei den verantwortlichen Sipo-Verbindungsoffizier Hans von Kessel zum Abbruch der Aktion zu bewegen. Von Kessel, der später selbst Redakteur und Stockholm-Korrespondent der Kreuzzeitung wurde, insistierte in einem Rückblick auf den Putsch, er sei gegen dieses Pauschalverbot gewesen, Wolfgang Kapp selbst habe es so gewollt und entschieden.
Im Jagow-Prozess (1921) sagte Bredereck aus, die Kreuzzeitung sei beim Putsch „mit fliegenden Fahnen“ zu Kapp übergegangen. Die Zeitung reagierte darauf mit der Feststellung, durch die Stilllegung ihres Betriebs habe sie gar keine Chance dazu gehabt, fügte jedoch hinzu: „Allerdings haben wir sofort nach Beendigung der Episode am 24. März keinen Anstand genommen, die inneren Beweggründe des Kapp-Unternehmens festzustellen, indem wir denen um Kapp zubilligten, dass sie ,durchglüht von heißer Vaterlandsliebe und getrieben von schwerer Sorge um die Zukunft Deutschlands' die Tat gewagt haben. Wir nehmen auch heute von diesen Worten nichts zurück.“

### Verhältnis zu politischen Parteien
Besonders stärkte das Blatt die konservative Bayerische Volkspartei (BVP), die sich nach den heute sogenannten Erzbergerschen Reformen von der Deutschen Zentrumspartei abspaltete und bei allen Landtagswahlen bis 1932 die meistgewählte Partei in Bayern war. Die BVP stellte sich gegen den republikanischen Zentralismus und forderte anfangs offen eine Sezession vom Deutschen Reich. Publizistischen Beistand lieferte Erwein von Aretin, der Chefredakteur der Münchner Neuesten Nachrichten, der gleichzeitig im Aufsichtsrat der Kreuzzeitung saß. Er gehörte zur Führungsspitze der Monarchisten in Bayern und sprach sich ebenfalls offen für eine Trennung des Freistaates vom Reich nebst Ausrufung der Monarchie aus.

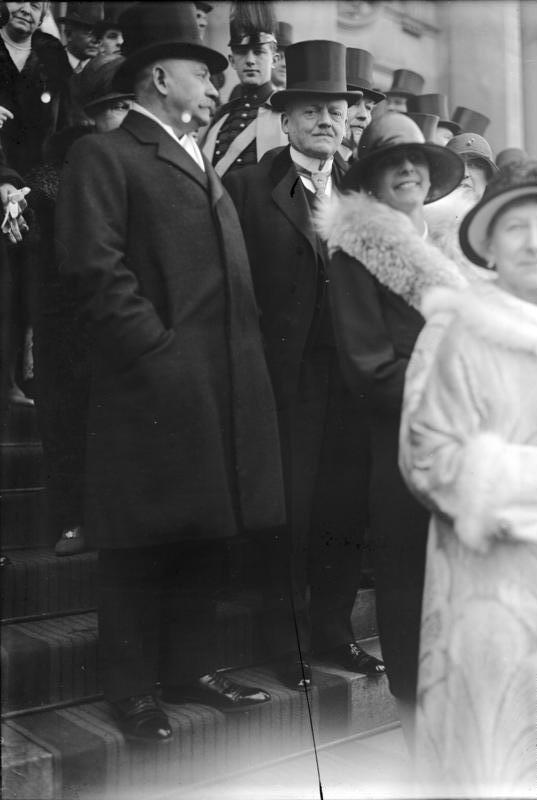
Graf von Westarp (hier Bildmitte im Juli 1928) gehörte von 1919 bis 1932 dem Aufsichtsrat der Kreuzzeitung an.

Genauso unterstützte die Kreuzzeitung den von Kuno von Westarp angeführten monarchistischen Flügel der Deutschnationalen Volkspartei (DNVP). Diese wurde zeitweise als geeignetste Partei für die Umsetzung der eigenen Überzeugungen angesehen. Das schloss die Ablehnung der Republik in ihrem Status quo, den Versailler Vertrag sowie die Reparationsforderungen der Siegermächte ein. Allerdings spielte dabei stets eine christliche Grundhaltung eine entscheidende Rolle. Alfred Hugenbergs Annäherungspolitik an die NSDAP stieß bei der Chefredaktion sowie im Aufsichtsrat der Kreuzzeitung auf Kritik. Konkret lehnten sie das übertrieben dargestellte Deutschtum der Deutschnationalen genauso wie den Nationalsozialismus bereits im Grundsatz ab. Offen geißelte die Kreuzzeitung die „urgermanischen Phantastereien“ und die „neukommunistischen Terroraktionen der Nationalsozialistischen Partei“ an. Sie warf der NSDAP nicht nur „Verrat am Gedanken der Nation“ vor; wiederholt beschrieb sie, wie „Millionen von Deutschen auf die braune Rattenfängerei hineinfallen“. Letztlich betonte die Chefredaktion in einem großen Artikel am 5. Dezember 1929, dass die Kreuzzeitung nicht das „Sprachrohr der DNVP“ und „überhaupt kein deutschnationales Parteiorgan“ sei.
Auch den Stahlhelm unterstützte die Kreuzzeitung nur bedingt in Person von Theodor Duesterberg, den die Nationalsozialisten auf Grund seiner „nicht rein arischen Herkunft“ diskreditierten. Zwar wurde bei Duesterbergs Kandidatur während der Reichspräsidentenwahl 1932 über dem Eisernen Kreuz in der Kopfzeile der Zeitung ein Stahlhelm abgebildet, jedoch war dies nur Mittel zum Zweck. So stellte Chefredakteur Foertsch wiederholt die Wahlkampfmethoden der NSDAP bloß, behauptete außerdem, dass „Hitler nicht frei von sozialistischen Denkweisen und deshalb eine Gefahr für Deutschland sei“, und titelte abermals mit Sätzen wie: „Es möge der Tag kommen, an dem wieder die schwarz-weiß-rote Fahne auf den Regierungsgebäuden weht.“
Der Stahlhelm hatte über 500.000 und die DNVP fast eine Million Mitglieder. Beide Gruppierungen besaßen eigene Parteizeitungen. Diese Mitglieder gehörten niemals zur Zielgruppe der Kreuzzeitung, deren Auflage bis 1932 konstant bei 7.200 lag. Das Blatt ging zu keinem Zeitpunkt in den Besitz des Stahlhelms oder der DNVP über. Franz Seldte, der Bundesführer des Stahlhelms, besaß den Frundsberg Verlag in Berlin, über welchen er mehrere Publikationen für den Stahlhelm vertrieb. Alfred Hugenberg gehörten über 1.600 deutsche Zeitungen, sodass auch er die Kreuzzeitung als „Sprachrohr“ oder Parteizeitung zu keinem Zeitpunkt benötigte, aber gern aus Prestigegründen übernehmen wollte. Die Zielgruppe der Kreuzzeitung blieb immer die konservative Oberschicht. Dazu gehörten die Mitglieder des Deutschen Herrenklubs. In diesem waren auch alle Angehörigen des Aufsichtsrates der Kreuzzeitung sowie Georg Foertsch als Chefredakteur vertreten. Viele der rund 5.000 Mitglieder des Herrenklubs waren Leser der Kreuzzeitung, lieferten Information und leisteten dem Blatt während der Inflationsjahre finanzielle Hilfe.
Uneingeschränkte Unterstützung erhielt Paul von Hindenburg von der Kreuzzeitung, der als Garant und einzige Persönlichkeit für die Wiederherstellung der Monarchie betrachtet wurde. Auch Hindenburg spielte zuweilen dem Blatt interne Informationen zu und schrieb selbst kurze Artikel, die er über Kuno von Westarp in der Kreuzzeitung veröffentlichen ließ. Legendär ist ein Interview mit dem Berliner Tageblatt, welches auf Wunsch der Presseabteilung des Reichspräsidenten zustande kam. Hindenburg stimmte dem Gespräch widerwillig zu, ergriff nach eigenen Aussagen „zum ersten Mal im Leben eines jener fatalen Weltblätter“ und sagte in trotzigem Tone zu seinem Pressechef: „Ich werde aber weiterhin nur die Kreuzzeitung lesen.“ Dementsprechend verlief das Interview mit Theodor Wolff schleppend. Gleich zu Beginn antwortete Hindenburg auf die Frage, ob er das Berliner Tageblatt kenne: „Ich bin es mein Leben lang gewohnt, zum Frühstück die Kreuzzeitung zu lesen.“ Der Rest des Gespräches wurde nicht besser, da Hindenburg mit Wolff, dem einflussreichsten Vertreter der Mosse-Presse, weder über Jagd, noch über Militär zu reden riskierte.
Für die Kreuzzeitung blieb Hindenburg bis zuletzt der Hoffnungsträger, der bis kurz vor dem 30. Januar 1933 wenig Neigung zeigte, Hitler das Kanzleramt zu übertragen. Noch am 12. August 1932 lehnte er Hitlers Forderung, „ihm die Führung der Reichsregierung und die gesamte Staatsgewalt in vollem Umfang zu übertragen“, öffentlichkeitswirksam ab. Die Kreuzzeitung lobte Hindenburgs Haltung gegenüber Hitler als „verständlich und wohlbegründet“. Eine Bewilligung der Forderungen Hitlers, so das Blatt, hätte eine Herabwürdigung des Reichspräsidenten zu einer „Marionette, die man bei Festakten mit einem Staatsgewand bekleidet in Szene setzt“, bedeutet. Mit dieser Einschätzung entwarf die Kreuzzeitung genau das Szenario, welches sich nach der Machtergreifung Hitlers bewahrheiten sollte.

### Wirtschaftlicher Zusammenbruch
Im Zuge der Hyperinflation 1922/23 geriet die Kreuzzeitung finanziell in existenzielle Schwierigkeiten. Kontinuierlich verlor sie ihre Rücklagen sowie alle Immobilien. Foertsch gelang es mittels privater Spenden von Mitgliedern des Herrenklubs, den Betrieb aufrechtzuerhalten. Um eine Übernahme durch den Hugenberg-Konzern zu verhindern, vereinbarte er im September 1926 mit Helmut Rauschenbusch, der ebenfalls Mitglied im Herrenklub und Verleger der Deutschen Tageszeitung war, eine Interessengemeinschaft. Dafür gründeten sie die Berliner Zentraldruckerei GmbH, in welcher die Kreuzzeitung und die Deutsche Tageszeitung ab Januar 1927 gedruckt wurden. Obwohl einige Mitarbeiter, wie der Journalist Joachim Nehring, künftig für beide Blätter Artikel lieferten, blieben die Redaktionen der Kreuzzeitung und der Deutschen Tageszeitung autark.
Im Zuge der finanziellen Schwierigkeiten übernahm durch August Rosterg der Wintershall-Konzern die Hälfte des Aktienkapitals der Kreuz-Zeitung, wobei die Brüder Bodo von Alvensleben und Werner von Alvensleben nach außen hin als Zeichner auftraten. Als Blatt der Landwirtschaft war sie von der wirtschaftlichen Seite her wie geschaffen, die Interessen der Kaliindustrie zu vertreten.
Eine wesentliche Änderung brachte die Ausgabe vom 1. März 1929 mit sich. Aus der Neuen Preußischen (Kreuz-) Zeitung wurde offiziell die Neue Preußische Kreuzzeitung. Die Redaktion stellte das den Lesern folgendermaßen dar:

„Unser Blatt erscheint von heute ab in anderem Gewande. Für die Abänderung unseres Titelkopfes ist folgende Erwägung maßgebend gewesen: Unsere Zeitung, unter dem Namen ‚Neue Preußische Zeitung‘ im Jahr 1848 gegründet, wurde sehr bald in der Öffentlichkeit allgemein nach ihrem Wahrzeichen, dem Eisernen Kreuz, kurzweg ‚Kreuzzeitung‘ genannt. Auch heute ist unser Blatt im In- und Ausland fast nur unter diesem Namen bekannt. Ebenso ist in politischer Beziehung das Wort ‚Kreuzzeitung‘ seit Jahrzehnten feststehender Begriff geworden, der seine Grundlage hat in dem Eisernen Kreuz mit seiner Umschrift ‚Mit Gott für König und Vaterland‘. In der Tat ist für christlich-konservatives Denken und Wirken dieses Kreuz mit seinen Begleitworten ein feststehendes Symbol, für das wir kämpfen, jetzt wie einst. Wir bleiben damit unserer großen Tradition getreu, die in Preußen und im preußischen Königstum ihre Wurzeln hat.“

Doch nicht nur der Name wurde geändert. Aus Wirtschaftlichkeitsgründen erschien das Blatt statt zweimal täglich künftig nur noch täglich mit einer Ausgabe, dafür nun auch montags. Eine Auflagensteigerung konnte damit nicht erzielt werden. Um diese Zeit wurden im gesamten Reichsgebiet rund 4.700 verschiedene Tages- und Wochenzeitungen herausgegeben. Niemals zuvor und danach gab es mehr Zeitungen in Deutschland. Kleinere und „unabhängige“ Verlage unterlagen einem enormen Wettbewerbsdruck. Zusammenschlüsse fanden fast wöchentlich statt. Mit dem Beginn der Weltwirtschaftskrise stand die Kreuzzeitung vor dem Konkurs und wurde als 100-prozentiges Tochterunternehmen in die Deutschen Tageszeitung Druckerei und Verlags AG eingegliedert. Als Vertreter der Kreuzzeitung wechselte Kuno von Westarp mit in den Aufsichtsrat. Zeitgleich übernahm die Gesellschaft den Deutsche Schriftenverlag, in welchem unter anderen zwischenzeitlich das von Franz Seldte vertriebene Zentralorgan Der Stahlhelm erschien. Seldte gelangte auf diesem Wege in den Aufsichtsrat der Deutschen Tageszeitung Druckerei und Verlags AG, verließ das Unternehmen jedoch gemeinsam mit Westarp 1932.
Auflagentechnisch und inhaltlich änderte sich für die Kreuzzeitung nichts. Ihre angestrebte Leserschaft blieb unverändert der Adel, Großgrundbesitzer, Industrielle, höhere Offiziere und Beamte. Foertsch und Rauschenbusch verstanden sich sehr gut, sodass fortan im selben Verlag zwei Tageszeitungen für eine identische Zielgruppe hergestellt wurden. Sowohl die Kreuzzeitung als auch die Deutsche Tageszeitung behielten ihre einzelnen Ressorts und Chefredaktionen. Im Frühjahr 1932 traf die Kreuzzeitung dann ein weiterer Schlag. Am 3. April 1932 musste sie in einer großen Anzeige melden, dass ihr „Chefredakteur Major a. D. Georg Foertsch plötzlich und unerwartet im Alter von 60 Jahren in der Nacht zum 2. April gestorben ist, nachdem er noch am Vortage seinen Redaktionsdienst wie üblich bis in die Abendstunden geleistet hat.“ Die Weltbühne titelte: „Kreuz-Zeitung ( † ): Ein Reptil verendet und stirbt den verdienten nationalen Tod.“ Damit war nicht der Tod von Georg Foertsch an sich gemeint, sondern vielmehr, dass durch seinen Tod das Blatt führungslos wurde und aufgrund der verschiedenen Akteure sowie Interessensphären unweigerlich untergehen werde.
Diese Einschätzung entsprach den Tatsachen. Bereits am 2. Mai 1932 verzichtete Kuno von Westarp auf die ihm zustehenden Rechte und trat von seinem Aufsichtsratsposten zurück. Damit war die Kreuzzeitung lediglich noch eine Marke der Deutschen Tageszeitung Druckerei und Verlags AG. Auch Franz Seldte verließ den Verlag 1932. Westarp und Seldte erkannten, dass Franz von Papens Pläne, die Nationalsozialisten innerhalb einer monarchistisch-konservativen Regierung einzubinden, zu zügeln und zu dominieren, nicht mehr zu realisieren waren. Damit wurde auch die Kreuzzeitung obsolet. Wie vorauszusehen war, fiel nach der Reichstagswahl im Juni 1932 die Auflage auf 5.000 Exemplare. Allen voran Beamte orientierten sich nun in Richtung Völkischer Beobachter um.

## Zeit des Nationalsozialismus
Ab dem 18. September 1932 hieß das Blatt offiziell nur noch Kreuzzeitung. Am gleichen Tag übernahm Hans Elze, die rechte Hand von Georg Foertsch, den verwaisten Stuhl der Chefredaktion. Am 16. Januar 1933 firmierte die Deutsche Tageszeitung Druckerei und Verlag AG in Deutsche Zentraldruckerei AG um. Die Aktiengesellschaft blieb unter der Führung von Helmut Rauschenbusch.
Nachdem in der Weimarer Republik bereits die Pressefreiheit durch Notverordnungen eingeschränkt worden war, trat am 28. Februar 1933 die Verordnung des Reichspräsidenten zum Schutz von Volk und Staat in Kraft. Damit wurde nebenbei das Grundrecht auf Meinungs- und Pressefreiheit beseitigt und die Verbreitung „unrichtiger Nachrichten“ verboten. Über die Richtigkeit entschied künftig das Reichsministerium für Volksaufklärung und Propaganda. Am 30. April 1933 stimmte der Reichsverband der Deutschen Presse der Gleichschaltung zu. In dieser Folge verließ Elze am 2. August 1933 die Kreuzzeitung, weil er sich „nicht vorschreiben lassen wolle, was und worüber berichtet werden soll“. Zudem schrieb nun eine Verordnung vor, dass jeder Eigentümer nur noch an einer Tageszeitung beteiligt sein durfte und Verlage mit mehr als einer Tageszeitung zu enteignen waren. Rauschenbusch entschied sich zugunsten der Kreuzzeitung. Am 30. April 1934 erschien die letzte Ausgabe der Deutschen Tageszeitung; und das obwohl sie eine deutlich höhere Auflage als die Kreuzzeitung hatte. Einfluss auf den Inhalt der Kreuzzeitung konnte Rauschenbusch jedoch nicht mehr nehmen. Um eine Kontrolle der Inhalte durchsetzen zu können, wurden ab 1935 die Chefredakteure von der Reichspressekammer bestimmt. Sie waren nicht mehr den Verlegern untergeordnet, sondern trafen ihre redaktionellen Entscheidungen nach Vorgabe des Propagandaministeriums eigenmächtig.
Nach einer Vielzahl von Änderungen der Redaktion und ihrer Leitung wussten die noch verbliebenen Bezieher der Zeitung spätestens im Sommer 1937, dass die Tage der Kreuzzeitung gezählt waren. Bis dahin hatten die Nationalsozialisten eine gewisse Rücksicht auf die altkonservativen Leser des traditionsreichen Blattes genommen. Am 29. August 1937 war die Schonfrist zu Ende. Auf der Titelseite stand zu lesen: „Mit dem heutigen Tage haben wir die Kreuzzeitung übernommen“. Joseph Goebbels hatte an diesem Tag als neuen Chefredakteur den überzeugten Nationalsozialisten Erich Schwarzer eingesetzt und die Kreuzzeitung gemeinsam mit anderen bürgerlich-konservativen Medien in den Deutschen Verlag integriert. Zu diesem Zeitpunkt hatten Redakteure der Kreuzzeitung durchaus noch einige lesenswerte Berichte geliefert, beispielsweise Hans Georg von Studnitz, der 1937 während eines sechsmonatigen Indienaufenthaltes unter anderem Gandhi und Nehru interviewte. Auf die neuen Töne, die Erich Schwarzer anschlug, reagierten die alten Redaktionsmitglieder teils mit Kündigung, teils mit einer Art von Dienst nach Vorschrift.
Letzter Chefredakteur wurde im Mai 1938 Eugen Mündler. Die Kreuzzeitung – oder was davon übrig geblieben war – erschien unter seiner Regie mit dem Text des Berliner Tageblattes. Die letzte Ausgabe der Kreuzzeitung erhielten die Leser am 31. Januar 1939. Nach 91 Jahren endete damit ein Stück deutscher Pressegeschichte.

## Chefredakteure
- 1848–1854 Hermann Wagener
- 1854–1872 Tuiscon Beutner
- 1872–1876 Philipp von Nathusius-Ludom
- 1876–1884 Benno von Niebelschütz
- 1884–1895 Wilhelm Joachim von Hammerstein
- 1895–1906 Hermann Kropatscheck
- 1906–1910 Justus Hermes
- 1910–1913 Theodor Müller-Fürer
- 1913–1932 Georg Foertsch
- 1932–1933 Hans Elze
- 1933 Rudolf Kötter
- 1934–1935 Rüdiger Robert Beer
- 1935–1937 Fritz Chlodwig Lange
- 1937–1938 Erich Schwarzer
- 1938–1939 Eugen Mündler

## Bekannte Autoren (Auswahl)
- Alexander Andrae, Pseudonym: Andrae-Roman
- Berthold Auerbach
- Julius Bachem
- Theodor Fontane
- Hermann Ottomar Friedrich Goedsche, Pseudonym: Sir John Retcliffe
- Wilhelm Conrad Gomoll
- Siegfried Hirsch
- George Hesekiel
- Otto Hoetzsch
- Helene von Krause, Pseudonym: C. v. Hellen
- Manon Charlotte Laubereau
- Hans Leuss
- Marx Möller
- Joachim Nehring
- Lothar Persius, Flottenexperte
- Julius Rodenberg
- Justus Scheibert, Kriegsberichterstatter
- Louis Schneider, Russland-Korrespondent
- Gustav Schlosser
- Klaus-Peter Schulz
- Franz-Josef Sontag, Pseudonym: Junius Alter
- Adolf Stein
- Hans Stelter
- Louise zu Stolberg, unter Pseudonym
- Rudolph Stratz, Theaterkritiker
- Hans Georg von Studnitz, Asienkorrespondent
- Alexander von Ungern-Sternberg, Pseudonym: Sylvan